# Adópengő

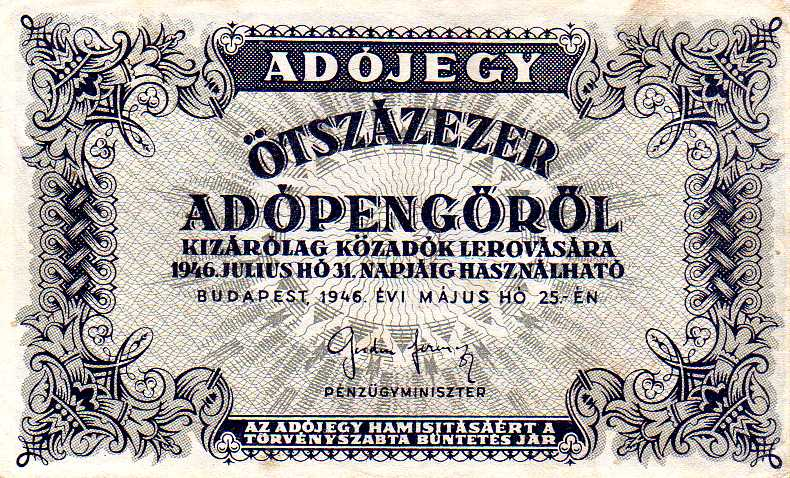
500 000 adópengő.

El adópengő fue una unidad monetaria temporal de Hungría entre el 1 de enero de 1946, cuando se introdujo para intentar estabilizar el pengő, y el 31 de julio de 1946, cuando ambos fueron reemplazados por el forint. Inicialmente, el adópengő era solo una unidad contable utilizada por el gobierno y los bancos comerciales; posteriormente, también se emitieron para el público billetes denominados en adópengő, que sustituyeron a los billetes del pengő en circulación.

## Estadísticas
| Fecha                | Paridad monetaria |
| -------------------- | --- |
| 1 de enero de 1946   | 1 |
| 1 de febrero de 1946 | 1.7 |
| 1 de marzo de 1946   | 10 |
| 1 de abril de 1946   | 44 |
| 1 de mayo de 1946    | 630 |
| 1 de junio de 1946   | 160,000 |
| 1 de julio de 1946   | 7,500,000,000 (7.5×109) |
| 31 de julio de 1946  | 2,000,000,000,000,000,000,000 (2×1021, 2 mil trillones ( en español) o 2 sextillion (in inglish), ó 2,000 millones de millones de millones) |